# Yaxchilan

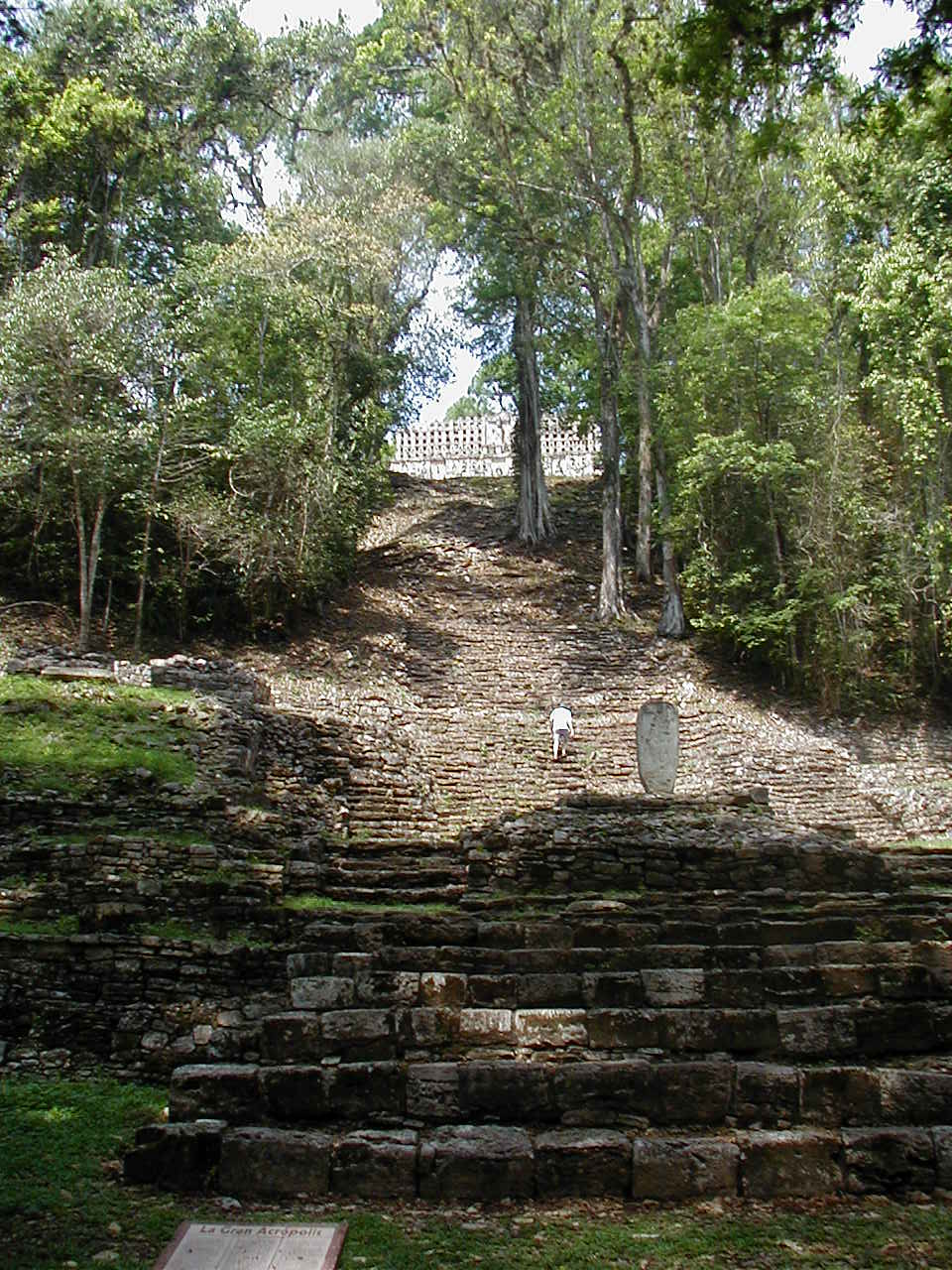
Một cầu thang dài hướng đến Cấu trúc số 33 ở Yaxchilan

Yaxchilan (phát âm [ʝaʃtʃiˈlan]) là một thành phố cổ của nền văn minh Maya nằm bên bờ sông Usumacinta thuộc bang Chiapas, Mexico. Trong thời kỳ trung đại, Yaxchilan là một trong những quốc gia Maya hùng mạnh nhất dọc theo dòng sông Usumacinta, với Piedras Negras là đối thủ chính của nó. Phong cách kiến trúc tại các địa điểm trực thuộc trong khu vực Usumacinta thể hiện sự khác biệt rõ ràng đánh dấu một ranh giới quan trọng giữa hai vương quốc.
Yaxchilan là một trung tâm lớn, quan trọng trong suốt thời kỳ cổ đại và là sức mạnh thống trị khu vực sông Usumacinta. Nó thống trị các địa điểm nhỏ hơn như Bonampak, và có một cuộc cạnh tranh lâu dài với Piedras Negras và ít nhất là trong một thời gian với Tikal; nó cũng là một đối thủ của Palenque, mà Yaxchilan đã chiến đấu vào năm 654.
Khu vực này đặc biệt được biết đến với các vòm đá điêu khắc được bảo quản tốt đặt trên các ô cửa của các cấu trúc chính. Những vòm đá này, cùng với những tấm bia được dựng lên trước các kim tự tháp lớn, chứa các văn bản chữ tượng hình mô tả lịch sử triều đại của thành phố.

## Từ nguyên
Các nhà sử học nghĩ rằng tên cổ của thành phố có lẽ giống với tên của vương quốc của nó, Pa' Chan. phát âm [paʔ tʃan], có nghĩa là "Bầu trời sụp đổ (hoặc bị vỡ)".  Nhà khảo cổ học Désiré Charnay đầu tiên đặt tên cho tàn tích là "Thành phố Lorillard" để vinh danh Pierre Lorillard, người đã đóng góp nhiều chi phí của cuộc thám hiểm của ông vào khu vực Maya, trong khi Alfred Maudslay đặt tên cho nó là "Menché". phát âm [menˈtʃe]   Teoberto Maler đặt cho nó cái tên hiện đại, được gọi là "Green Stones" trong một ngôn ngữ Maya không xác định. Trong một thời gian, biểu tượng Gylph được đọc là Siyaj Chan, hoặc "Bầu trời sinh ra".

## Vị trí

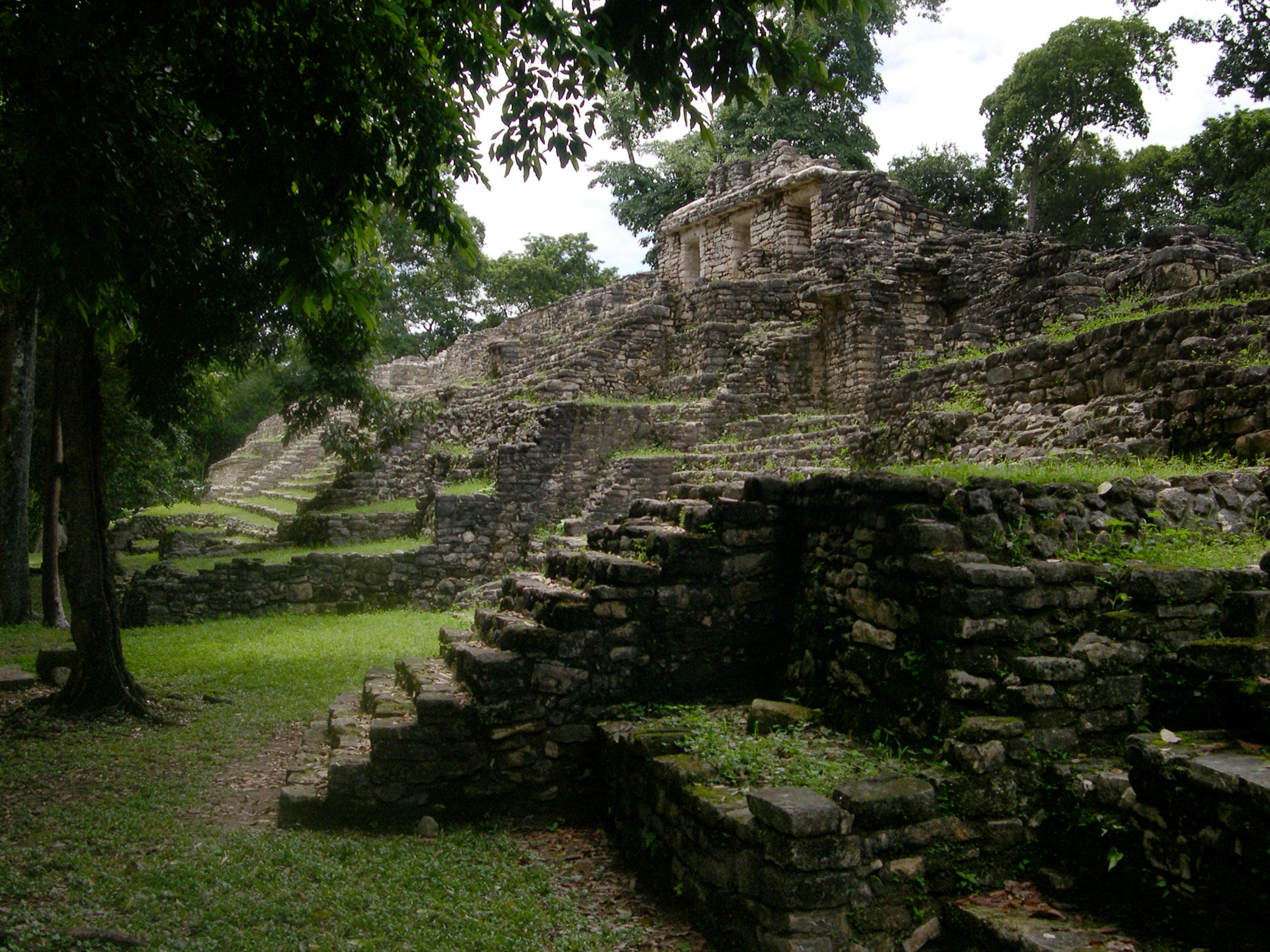
Tây Acland của Yaxchilan

Yaxchilan nằm ở bờ nam sông Usumacinta, ở đỉnh của một con đường uốn khúc hình móng ngựa. Vòng lặp này bảo vệ địa điểm trên tất cả các mặt ngoại trừ cách tiếp cận khu vực đất hẹp từ phía nam. Địa điểm này nằm cách thượng nguồn 40 kilômét (25 mi) từ tàn tích của Piras Negras, đối thủ chính của nó. Yaxchilan cách tàn tích Bonampak 21 kilômét (13 mi). Địa điểm này nằm ở đô thị Ocoseo thuộc bang Chiapas, phía Mexico gần biên giới quốc tế với Guatemala, theo dòng sông. Đó là 80 kilômét (50 mi) về phía hạ lưu từ địa điểm Maya Altar de Sacrificios.

## Lịch sử

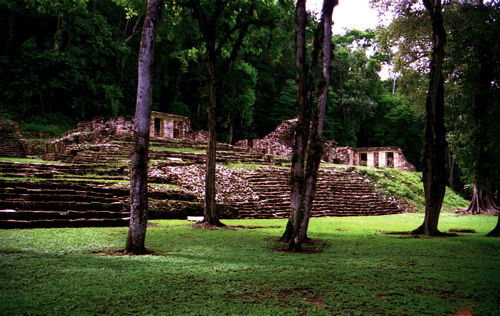
Quang cảnh quảng trường chính tại Yaxchilan

Yaxchilan có nguồn gốc từ thời kỳ tiền sử. Một phần lớn những gì được biết về lịch sử thời kỳ cổ điển của thành phố xuất phát từ các văn bản chữ tượng hình của các vị vua cai trị trong thời kỳ Apogee, hậu cổ điển của nó, một trong những điều quan trọng nhất là Cầu thang chữ tượng hình 1. Một số dòng chữ hồi tưởng dường như đã được sử dụng để viết lại lịch sử triều đại của Yaxchilan cho phù hợp với vua Bird Jaguar IV. Trước sự cai trị của vua Itzamnaaj Balam II, người trị vì từ năm 681 đến 742, thành phố này tương đối nhỏ. Quốc gia thành thị sau đó phát triển thành một thủ đô khu vực và triều đại kéo dài vào đầu thế kỷ thứ 9.

### Thời kỳ cổ đại
Lịch sử đã biết của Yaxchilan bắt đầu bằng việc lên ngôi của Yopaat B'alam I, rất có thể là vào ngày 23 tháng 7 năm 359.  Ông là người sáng lập ra một triều đại dài và lên ngôi khi Yaxchilan vẫn còn là một khu vực nhỏ. Các chữ khắc chữ tượng hình có niên đại từ trung đại mô tả một loạt các cuộc chiến trong thời kỳ Cổ đại giữa thành phố và các nước láng giềng. K'inich Tatb'u Skull I cai trị vào đầu thế kỷ thứ 5 và là người đầu tiên trong số những người cai trị Yaxchilan được ghi nhận là đã bắt một vị vua đối địch làm tù binh chiến tranh, tù nhân của ông ta là vua Bird Jaguar của Bonampak (đừng nhầm lẫn với bốn người cai trị Yaxchilan có cùng tên). Cuộc cạnh tranh lâu dài với Piedras Negras đã bắt đầu từ thế kỷ thứ năm sau Công nguyên, với cả hai thành phố đang vật lộn để thống trị tuyến đường thương mại Usumacinta. Vua Moon Skull được cho là đã giành được chiến thắng trước Piras Negras vào năm 460 và với việc bắt giữ vua địch, chỉ được biết đến với cái tên Ruler A. Đến giữa thế kỷ thứ 5, Yaxchilan đã có những liên hệ chính thức với thành phố lớn Tikal. Bird Jaguar II, vị vua tiếp theo của Yaxchilan, đã bắt được một chư hầu của vua Pira Negras vào khoảng năm 478.
Knot-eye Jaguar I là một vị vua hiếu chiến, người được ghi nhận là bắt giữ các quý tộc từ Bonampak, Piedras Negras và các thành phố lớn của Tikal. Vào năm 514, Jaguar mắt thắt nút I đã bị Ruler C của Piras Negras bắt giữ, như được mô tả trên cổng vòm 12 trên thành phố, nơi ông ta phải quỳ xuống trước vua địch với hai cổ tay bị trói.
Người kế vị của ông, K'inich Tatb'u Skull II, đã lên ngôi vào ngày 11 tháng 2 năm 526. Vị vua này đáng chú ý với một loạt các cổng vòm được chạm khắc mà ông ủy thác, bao gồm một danh sách các triều đại cung cấp thông tin về các vị vua đầu tiên của thành phố. Lakamtuun và đáng chú ý là chúa tể Calakmul, một trong hai cường quốc Maya thời kỳ cổ điển, cũng như thành công chống lại Tikal, cường quốc thứ hai.
Người ta biết rất ít về lịch sử của Yaxchilan từ năm 537 đến năm 629, mặc dù bốn vị vua được biết là đã trị vì trong thời kỳ này. Knot-eye Jaguar II được biết là đã bắt được chúa tể Lacanha vào năm 564, một trong số ít các sự kiện có thể được xác định từ thời kỳ này. Có thể là việc thiếu một khoảng trống lịch sử được khắc ghi trong khoảng thời gian dài này cho thấy Yaxchilan đã rơi vào sự thống trị của một người hàng xóm mạnh hơn, chẳng hạn như Piras Negras, Palenque hoặc Toniná, tất cả đều là những thế lực chính trị mạnh mẽ ở vùng Usumacinta vào thời điểm này.

### Trung đại
Các bức tranh tường Yaxchilano tại Cấu trúc Bonampak I kỷ niệm việc bổ nhiệm Chan Muwaan I của Yaxchilan với tư cách là người cai trị cấp dưới. Yaxchilan xây dựng lại khu vực để quay trở lại Yaxchilan.
Năm 629, Bird Jaguar III được phong làm vua của Yaxchilan. Vào năm 646 hoặc 647, ông đã bắt được một lãnh chúa từ địa điểm vẫn chưa được xác định là Hix Witz (có nghĩa là "Đồi Jaguar"), một nơi nào đó ở phía bắc của Usumacinta.
Yaxchilan đạt được quyền lực lớn nhất dưới triều đại của vua Itzamnaaj B'alam II, người đã chết trong những năm 90 của mình năm 742 và con trai của ông là Bird Jaguar IV. Itzamnaaj B'alam II đã lên ngôi vào tháng 10 năm 681 và ông trị vì trong hơn sáu mươi năm. Trong thời gian thứ ba cuối cùng của triều đại, ông chịu trách nhiệm cho một chương trình xây dựng vĩ đại bao gồm việc xây dựng các tòa nhà tráng lệ với những cây cột được chạm khắc phong phú, cầu thang chữ tượng hình và tấm bia khắc, biến đổi trung tâm thành phố. Trong triều đại của ông, vương quốc Yaxchilán đã mở rộng lãnh thổ bao gồm các địa điểm gần đó là La Pasadita và El Chicozapote ở phía tây bắc của thành phố. Đôi khi các địa điểm của Lacanha và Bonampak dường như nằm dưới sự thống trị của ông, mặc dù khu vực này đã được Toniná kiểm soát vào năm 715.
Năm 689, tương đối sớm trong triều đại của mình, Itzamnaaj B'alam II được ghi nhận là đã bắt giữ Aj Sak Ichiy Pat. Năm 713, ông đã bắt Aj K'an Usja, ajaw, hay được gọi là chúa tể của B'uktunn, một địa điểm không xác định khác. Vào năm 726, Yaxchilan đã bị đánh bại bởi đối thủ của mình là Piras Negras, một sự kiện được mô tả trên Piedras Negras Stela 8. Một sajal (chúa tể cấp dưới) của Itzamnaaj B'alam II đã bị thành phố kẻ thù bắt giữ, một sự kiện hoàn toàn không có trong các bản khắc tại chính Yaxchilán mặc dù không có tuyên bố chiến thắng nào. Sau thời kỳ này, hơn bốn mươi năm trị vì của Itzamnaaj B'alam II, vị vua này đã bắt tay vào kế hoạch xây dựng ấn tượng của mình, điều này có thể cho thấy rằng tại thời điểm này, Yaxchilan đã có thể giành được độc lập từ quyền bá chủ của một nước láng giềng hùng mạnh và đòi độc lập chính trị lớn hơn và kiểm soát sinh lợi hơn đối với thương mại ven sông. Năm 729, Itzamnaaj B'alam II bắt giữ Aj Popol Chay, chúa tể của Lacanha. Sự kiện này, cùng với các chiến thắng khác của triều đại Itzamnaaj Balam II, được mô tả cả trong các văn bản chữ tượng hình của Cấu trúc 44 và cũng trên một loạt các tấm bia gần Cấu trúc 41. Chiến thắng này trước Lacanha được so sánh với chiến thắng trước đó của Knot-eye Jaguar II trước cùng một thành phố. Tương tự như vậy, việc ông bắt được một lãnh chúa của Hix Witz vào năm 732 được so sánh với chiến thắng của Bird Jaguar III trên cùng một địa điểm.
Vào năm 749, Yopaat B'alam II của Yaxchilan đã tham dự một buổi lễ để tôn vinh Itzam K'an Ahk II của Piedras Negras. Nếu Yopaat B'alam II là vua của Yaxchilan tại thời điểm này, điều này sẽ cho thấy rằng ông ta là thuộc hạ của vua của Pira Negras. Sự kiện này đã được ghi lại trên Bảng điều khiển 3 của Piras Negras; không có hồ sơ nào về triều đại của Yopaat B'alam II tại chính Yaxchilan, cho thấy rằng bất kỳ tư liệu lịch sử nào sau đó đã bị phá hủy nếu ông thực sự cai trị ở đó.
Yaxchilan đã trả đũa năm 759, giành chiến thắng trước kẻ thù. Khoảng năm 790, vua Shield Jaguar III của Yaxchilan giám sát việc xây tượng Chan Muwaan II ở Bonampak, và ông đã thuê các nghệ nhân Yaxchilano hoàn thành để tưởng nhớ Chan Muwaan II (và Chan Muwaan trước đó) trong các bức tranh tường của "Cấu trúc I".
Vào năm 808, vua K'inich Tatb'u Skull III đã đánh dấu việc bắt giữ K'inich Yat Ahk II, vị vua cuối cùng của Pira Negras, một sự kiện có thể đánh dấu sự kết thúc cho cuộc lật đổ cuối cùng với kẻ thù đang chạy dài khỏi Yaxchilan.

### Lịch sử hiện đại
Các tư liệu được công bố đầu tiên đề cập đến khu vực dường như là một vài dòng ngắn gọn của Juan Galindo vào năm 1833, được xuất bản bởi Hiệp hội Địa lý Hoàng gia. Giáo sư Edwin Rockstoh của Đại học Quốc gia Guatemala đã đến thăm nơi này vào năm 1881 và xuất bản một tàì liệu ngắn khác. Các nhà thám hiểm Alfred Maudslay và Désiré Charnay đã đến đây trong vòng vài ngày vào năm 1882 và họ đã xuất bản các tài liệu chi tiết hơn về các tàn tích với các bản vẽ và hình ảnh. Báo cáo của Maudslay được xuất bản bởi Hiệp hội Địa lý Hoàng gia vào năm 1883. Teoberto Maler đã ghé thăm địa điểm này nhiều lần từ năm 1897 đến 1900, mô tả chi tiết trong hai tập sách của ông về di tích và các địa điểm khác gần đó, sau này đã được Bảo tàng Peabody thuộc Đại học Harvard xuất bản năm 1903.
Năm 1931, Sylvanus Morley dẫn đầu một đoàn thám hiểm của Viện Carnegie đến Yaxchilan, lập bản đồ địa điểm và khám phá thêm nhiều di tích.
Từ năm 1970 trở đi, Ian Graham đã thực hiện nhiều chuyến viếng thăm Yaxchilan và ghi lại những dòng chữ ở đó. Những bản khắc này đã được xuất bản từ năm 1977 trở đi và được lưu giữ trong Bản khắc chữ tượng hình Maya của Bảo tàng Peabody thuộc Đại học Harvard.
Viện Nhân chủng học và Lịch sử Quốc gia Mexico (INAH) đã tiến hành nghiên cứu khảo cổ tại Yaxchilan vào năm 1972-1973, một lần nữa vào năm 1983, và công việc INAH tiếp tục được thực hiện vào đầu những năm 1990. INAH đã củng cố và bảo tồn phần trung tâm của khu vực.
Một người Maya tên là Tatiana Proskouriakoff đã thực hiện một số công việc tiên phong trong việc giải mã văn bản Maya bằng cách sử dụng chữ khắc của Yaxchilan, và có thể xác định những nét khắc cho cái chết, bắt giữ và người bắt giữ. Kể từ đó Peter Mathews và những người khác đã mở rộng về công việc đầu tiên của cô.
Kể từ năm 1990, dự án Bức tranh tường La Pintura Prehispánica en México (Bức tranh tường Prehispanic ở Mexico) của Viện nghiên cứu Đức tại Đại học Nacional Autónoma de México đã xem xét và ghi lại những bức tranh tường của người tiền sử như ở Yaxchilan.
Yaxchilan từ lâu đã khó tiếp cận ngoài đường sông. Cho đến gần đây, không có con đường tồn tại trong vòng 100 dặm. Cách duy nhất để có được khu vực là xuôi theo hàng trăm dặm bằng thuyền, nếu không bằng máy bay nhỏ. Kể từ khi Chính phủ Mexico xây dựng Đường cao tốc biên giới vào đầu những năm 1980, khách du lịch có thể ghé thăm địa danh khảo cổ này. Để đến địa điểm này, bây giờ chỉ cần đi thuyền dài một giờ xuôi dòng sông Usumacinta từ Frontera Corozal.
Một số Lacandon Maya vẫn hành hương đến Yaxchilan để thực hiện các nghi lễ cho các vị thần Maya.

## Khu vực
Khu vực này có những tàn tích ấn tượng, với những cung điện và đền thờ giáp với quảng trường rộng lớn trên sân thượng phía trên sông Usumacinta. Các kiến trúc vẫn còn trải dài trên các sân thượng cao hơn và các ngọn đồi ở phía nam của dòng sông, nhìn ra cả dòng sông và vùng đất thấp bên kia. Yaxchilan được biết đến với số lượng lớn các tác phẩm điêu khắc tuyệt vời tại địa điểm này, chẳng hạn như các tấm bia được chạm khắc nguyên khối và các bức phù điêu bằng đá được chạm khắc trên các cổng vòm kéo dài qua các cửa đền. Hơn 120 chữ khắc đã được xác định trên các di tích khác nhau từ khu vực.
Các nhóm chính là Trung tâm đô thị, Tây Acland và Nam Acland. Nam Acland chiếm phần cao nhất của khu vực. Khu vực này được liên kết mối quan hệ với sông Usumacinta, đôi khi gây ra sự định hướng độc đáo của các cấu trúc chính, chẳng hạn như hai đường bóng.

### Cấu trúc
Cấu trúc 6 nằm gần Trung tâm thương mại chính ở Trung tâm thành phố. Nó ở trong một trạng thái bảo quản tốt và có sáu ô cửa, ba mặt đối diện quảng trường và ba mặt sông. Các ô cửa mở ra quảng trường đã bị chặn lại trong thời cổ đại và các ô cửa mới đã bị cắt vào các cạnh của cấu trúc. Mặt tiền của tòa tháp đối diện quảng trường có một bức tranh còn sót lại với một tác phẩm điêu khắc của một cái đầu. Cấu trúc này có một chiếc lược mái đục lỗ còn sót lại và được cho là có từ thời đầu cổ điển.
Cấu trúc 7 nằm bên cạnh Cấu trúc 6 nhưng ở trong tình trạng bảo quản kém hơn rất nhiều, với trần vòm của nó đã bị sụp đổ. Cấu trúc này cũng có các cửa đối diện với cả dòng sông và Quảng trường chính.
Cấu trúc 8 nằm trong Trung tâm thương mại chính trước Cấu trúc 7 và phân chia quảng trường thành các phần phía tây bắc và đông nam.
Cấu trúc 9 là một gò đất không được bảo vệ về phía tây bắc của Cấu trúc 7. Văn bia đá 27 đứng trước nó.
Cấu trúc 10 chia sẻ một nền tảng hình chữ L với Cấu trúc 13 và 74, tại Khu đô thị trung tâm. Cấu trúc này chứa một loạt các chữ tượng hình mô tả sự ra đời và gia nhập của vua Bird Jaguar IV.
Cấu trúc 12 là một cấu trúc nhỏ ở Trung tâm thành phố, gần sông. Nó chứa tám vòm đá có niên đại từ đầu thế kỷ thứ 6. Cấu trúc này nằm ở Trung tâm thành phố gần với một trong những sân bóng. Các vòm đá ghi lại chín thế hệ cai trị của thành phố. Các vòm đá được ủy thác bởi K'inich Tatb'u Skull II, vị trí ban đầu của chúng là không xác định, được đặt lại vào Cấu trúc 12 từ thế kỷ thứ 8 bởi vua Bird Jaguar IV. Một số vòm đá vẫn còn tại chỗ.
Cấu trúc 13 nằm trên một nền tảng hình chữ L ở Trung tâm Thành phố, cùng với Cấu trúc 10 và 74.
Cấu trúc 14 là sân bóng phía tây bắc. Nó nằm trên Quảng trường chính của Trung tâm thành phố. Năm điểm đánh dấu sân khấu điêu khắc đã được tìm thấy ở đây, ba trong số đó được căn chỉnh trên khu vực chơi và một trên mỗi nền tảng ở hai bên. Một trong những điểm đánh dấu trên sân đã bị xóa khỏi khu vực, phần còn lại bị vỡ và bị xói mòn.
Cấu trúc 16 gần với sân bóng phía tây bắc. Nó chứa vòm đá 38 đến 40, đã được đặt lại ở vị trí ban đầu của chúng.

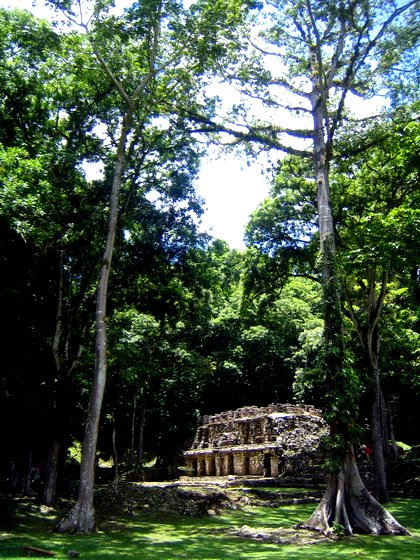
Cấu trúc 19 ở trung tâm thành phố.

Cấu trúc 19 còn được gọi là mê cung. Nó nằm ở rìa phía tây của trung tâm thành phố. Cấu trúc là một ngôi đền với các phòng trải rộng trên ba cấp độ, được liên kết bởi các cầu thang bên trong. Mặt tiền của ngôi đền có bốn ô cửa, với ba hốc cửa có kích thước giữa chúng. Hai bàn thờ được điêu khắc được đặt ở phía trước của cấu trúc, vẫn còn sót lại của một chiếc lược mái đục lỗ.
Cấu trúc 20 nằm ở Trung tâm thành phố và có ba phòng. Ba ô cửa của cấu trúc này từng hỗ trợ cho điêu khắc vòm đá 12, 13 và 14, mặc dù bây giờ chỉ còn hai. Một lượng nhỏ lược mái của tòa nhà vẫn còn, và mái dốc vẫn còn tồn tại những đường diềm chứa hốc. Cấu trúc 20 được Ian Graham khai quật vào năm 1982, trong quá trình khai quật, một bước chữ tượng hình đã được tìm thấy ở phía trước tòa nhà, nó đã được cải táng để bảo tồn nó.
Cấu trúc 21 nằm trên một sân thượng bên dưới Cấu trúc 25 và 26. Ba vòm đá trên các ô cửa trong cấu trúc này là vòm đá 15 đến 17, mặc dù chúng đã được gỡ bỏ vào thế kỷ 19 và hiện đang lưu giữ tại Bảo tàng Anh tại London. Cấu trúc 21 được khai quật vào năm 1983. Mái vòm của cấu trúc đã bị sụp đổ trước năm 1882, lấp đầy các phòng bằng đống đổ nát hiện đã bị dỡ bỏ, giúp khám phá một số di tích quan trọng.
Cấu trúc 22 nằm trên một sân thượng ở Trung tâm Thành phố gần Quảng trường chính. Nó vẫn có những bức tranh điêu khắc tại chỗ.
Cấu trúc 23 nằm ở Trung tâm thành phố, nhìn ra Quảng trường chính. Nó được xây dựng dưới triều đại của Itzamnaaj B'alam II và đặc biệt quan trọng bởi vì đây là công trình lớn đầu tiên được thực hiện sau một khoảng thời gian 150 năm. Cấu trúc 23 dành riêng cho Lady K'ab'al Xook, vợ của nhà vua. Ban đầu, nó có ba vòm đá được đặt phía trên các ô cửa của nó dường như đánh dấu sự tái lập của Yaxchilan trong nỗ lực củng cố dòng dõi và quyền cai trị của vua Itzamnaaj B'alam II. Vòm đá 24 và 25 đã bị lấy vào cuối thế kỷ 19 và hiện đang ở Bảo tàng Anh, trong khi vòm đá 26 nằm trong Bảo tàng Nacional de Antropología ở Thành phố Mexico. Loạt vòm đá này là một trong những tác phẩm điêu khắc phù điêu tốt nhất còn tồn tại ở khu vực Maya.
Cấu trúc 24 nằm trên một sân thượng gần Trung tâm thương mại chính ở Trung tâm thành phố. Nó vẫn có những bức tranh điêu khắc tại chỗ.
Cấu trúc 25 nằm ở Trung tâm Thành phố gần với cách tiếp cận Cấu trúc 33. Nó đã không được khai quật hoặc khôi phục, mặc dù nó có một số vòm còn nguyên vẹn.
Cấu trúc 26 nằm bên cạnh Cấu trúc 25 ở Trung tâm thành phố và chưa được khai quật. Nó được bảo quản tốt nhất trong hai cấu trúc.
Cấu trúc 30 nằm ở Trung tâm thành phố, nó có ba ô cửa đối diện với Plaza. Cấu trúc có hai phòng song song với vòm được bảo quản tốt.
Cấu trúc 33, ở Trung tâm đô thị, đã được mô tả như một kiệt tác bằng đá và có lẽ được làm dành riêng vào năm 756 bởi Bird Jaguar IV. Cấu trúc nhìn ra quảng trường và dòng sông và là điểm nổi bật với giao thông đường sông trong thế kỷ thứ 8. Nó có những bức tường thấp hơn với ba ô cửa, mỗi ô đều hỗ trợ một vòm đá được bảo quản tốt (Yaxchilan vòm đá 1 đến 3). Ở trung tâm của bức tường phía sau của cấu trúc, đối diện với ô cửa trung tâm, là một hốc chứa tác phẩm điêu khắc không đầu của một hình người, có lẽ là chính Bird Jaguar IV. Mái của cấu trúc phần lớn còn nguyên vẹn, bao gồm một mái dốc hỗ trợ diềm và lược mái được bảo quản tốt. Có những ngóc ngách trong cả lược mái và diềm, hốc trong lược mái chứa phần còn lại của một nhân vật điêu khắc. Tennons trên cả hai phần mái nhà từng được hỗ trợ trang trí bằng vữa.  Dẫn lên phía trước của Cấu trúc 33 từ quảng trường là một cầu thang, bước trên cùng được điêu khắc, bước này được gọi là Cầu thang Hieroglyphic 2.
Khu đô thị phía Nam bao gồm các cấu trúc 39, 40 và 41. Một số tấm bia và bàn thờ được liên kết với chúng.
Cấu trúc 39 đã được khôi phục và nằm trong Nam Acland.  Nó có ba ô cửa bước vào một căn phòng có hình dạng bất thường.  Phần còn lại của một chiếc lược mái đục lỗ vẫn tồn tại, với các mộng đã từng hỗ trợ trang trí bằng vữa.
Cấu trúc 40 được bao quanh bởi các cấu trúc 39 và 41. Nó đã được khôi phục và cũng có ba ô cửa mở vào một phòng và phần còn lại của một chiếc lược mái đục lỗ. Căn phòng có những bức tranh tường đã từng bao phủ tất cả các bức tường bên trong. Bia đá 12 và 13 đứng trước cấu trúc 40 và bia đá 11 từng đứng giữa chúng.
Cấu trúc 41 cũng đã được khôi phục. Giống như hai cấu trúc khác ở Nam Acland, nó có ba ô cửa mở ra một phòng. Nó không được bảo tồn tốt như Cấu trúc 39 và 40 và phần lớn mái vòm đã bị sập. Một phần tô tường bằng vữa từ tác phẩm điêu khắc có thể có niên đại vào năm 740, kỷ niệm K'atun lần thứ ba của triều đại Itzamnaaj B'alam II. Các ô cửa trung tâm được bước và bức tường phía trước đã được đóng lại. Đây là một trong ba cấu trúc chính trên đỉnh điểm thuận lợi cao nhất trong thành phố và một loạt các tấm bia được đặt trước mặt nó mô tả các chiến dịch quân sự của Itzamnaaj B'alam II.
Cấu trúc 42 nằm ở phía Tây Acland. Cấu trúc này có một loạt nếu được chạm khắc bằng đá vôi, mô tả những nỗ lực của Bird Jaguar IV để củng cố quyền lực, mô phỏng các sự kiện do cha ông Itzamnaaj B'alam II thực hiện.
Cấu trúc 44 nằm ở phía Tây Acland. Nó vẫn chứa một lintel chạm khắc và có các bước điêu khắc. Một số tấm bia ban đầu được liên kết với Cấu trúc 44. Ngôi đền này được xây dựng bởi Itzamnaaj B'alam II và được làm riêng vào khoảng năm 732. Các văn bản điêu khắc từ tòa tháp này cung cấp một câu chuyện về sự hồi sinh trong thế kỷ thứ 8 của thành phố. Mỗi trong số ba ô cửa đều có những bức tranh điêu khắc và hai bước chữ tượng hình.
Cấu trúc 67 là sân bóng phía đông nam, nằm ở Trung tâm thành phố.

## Di tích

### Cầu thang tượng hình
Cầu thang tượng hình 1 dẫn đến Cấu trúc 5 ở Trung tâm thành phố. Nó có sáu ván đứng điêu khắc bao gồm các khối chạm khắc khác nhau, nhiều trong số đó bị xói mòn nặng nề.
Cầu thang tượng hình 2 là bậc thang của bước cao nhất tiếp cận Cấu trúc 33. Nó bao gồm 13 khối được điêu khắc, được đánh số từ trái sang phải là Bước I đến XIII. Các bước VI, VII và XVIII được bảo quản cực kỳ tốt và mô tả Bird Jaguar IV và hai trong số những người tiền nhiệm của ông ăn mặc như những người chơi bóng.

### Vòm đá
Vòm đá 1 nằm phía trên ô cửa phía đông của Cấu trúc 33 trong Khu đô thị trung tâm. Nó mô tả vị vua thế kỷ thứ 8 Bird Jaguar IV đi cùng với vợ là Lady Great Skull Zero.
Vòm đá 2 được đặt phía trên ô cửa trung tâm của Cấu trúc 33. Nó cho thấy Bird Jaguar IV đi cùng với con trai và người thừa kế của anh ta, Shield Jaguar II.

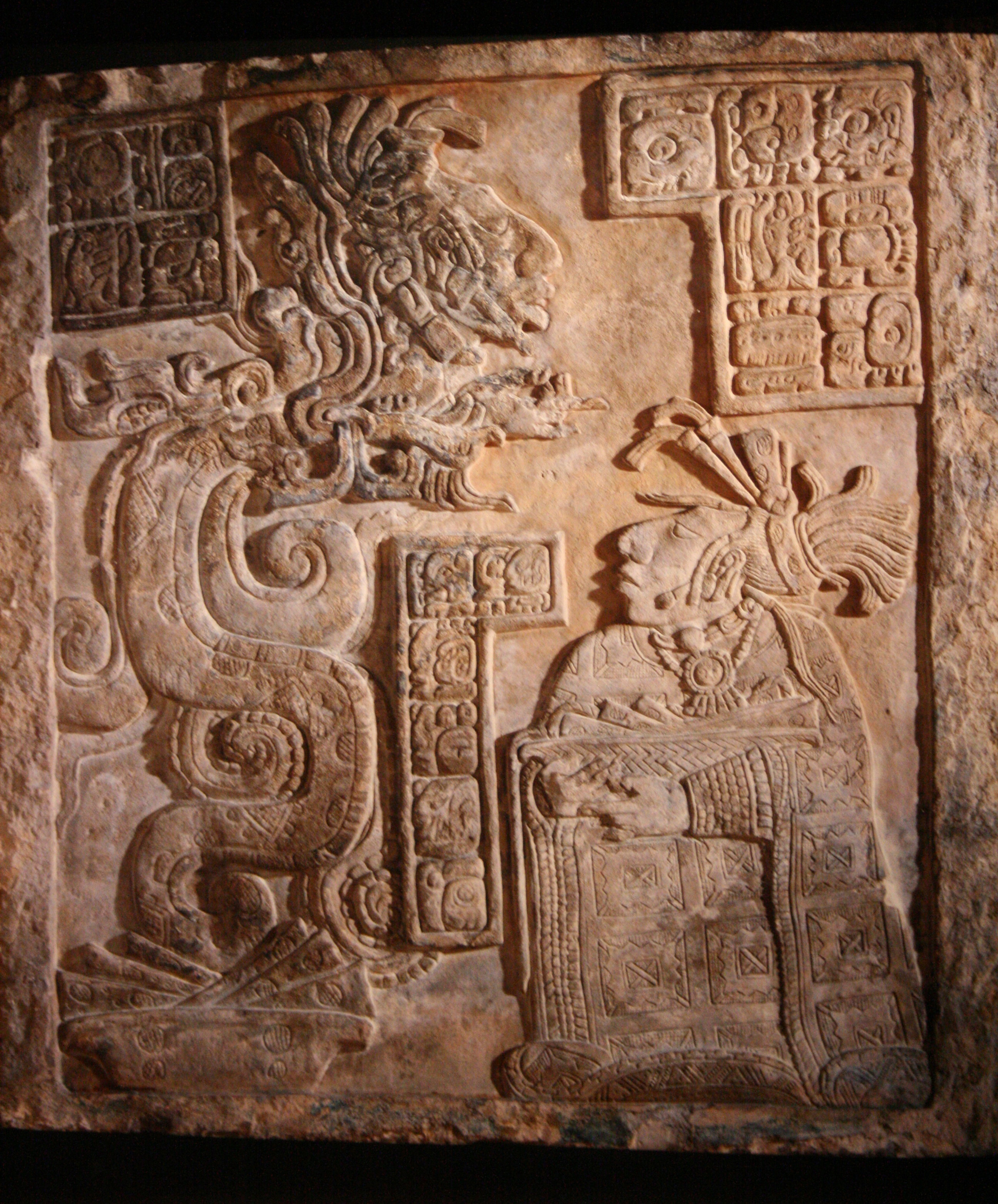
Vòm đá 15, hiện đang ở Bảo tàng Anh, mô tả một trong những người vợ của Bird Jaguar IV đang gọi Vision Serpent trong một nghi thức đẫm máu.

Vòm đá 3 nằm phía trên ô cửa phía tây của Cấu trúc 33. Nó cũng cho thấy Bird Jaguar IV, lần này có một đồng minh.
Vòm đá 10 là tượng đài được biết đến cuối cùng tại Yaxchilan, có niên đại từ năm 808. Nó mô tả K'inich Yat Ahk II của Piedras Negras là một tù nhân của vua Yachilan K'inich Tatbu Skull IV.
Vòm đá 12 ban đầu được đặt vào Cấu trúc 20 ở Trung tâm thành phố. Hiện tại nó đang ở trong bảo tàng Nacional de Antropología ở Mexico City.
Vòm đá 13 ở trên một ô cửa trong Cấu trúc 20. Nó đã sụp đổ khi mái của tòa nhà sụp đổ nhưng kể từ đó đã được thiết lập lại. Các tác phẩm điêu khắc trên cây lanh được bảo quản rất tốt.
Vòm đá 14 được đặt phía trên một ô cửa trong Cấu trúc 20 và được bảo quản đặc biệt tốt.
Vòm đá 15 ban đầu kéo dài một ô cửa trong Cấu trúc 21, nó đã được đưa đến Bảo tàng Anh năm 1982-3. Giống như vòm đá 16 và 17 trong cùng một bộ, nó được chạm khắc từ đá vôi. Ban đầu nó được đặt phía trên ô cửa phía đông nam của phòng trung tâm. Vòm đá 15 mô tả Lady Wak Tuun, một trong những người vợ của vua Bird Jaguar IV, trong một nghi thức đổ máu dẫn đến sự xuất hiện của Vision Serpent. Lady Wak Tuun đang mang một cái giỏ chứa các dụng cụ được sử dụng cho nghi thức đổ máu, bao gồm cột sống cá đuối, dây thừng và giấy thấm máu. Vision Serpent nổi lên từ một cái bát chứa các dải giấy vỏ cây.
Vòm đá 16 cũng kéo dài một ô cửa trong Cấu trúc 21 và được đưa đến Bảo tàng Anh năm 1982-3. Nó được điêu khắc từ đá vôi và ban đầu được đặt phía trên ô cửa trung tâm của phòng trung tâm. Nó cho thấy Bird Jaguar IV cầm một cây giáo và đứng trên một tù nhân quỳ. Bird Jaguar IV mặc trang phục giống như cha anh được miêu tả mặc trên vòm đá 26. Sự kiện bắt giữ được mô tả trên vòm đá 16 diễn ra vào năm 752.
Vòm đá 17 là một vòm đá khác từ một ô cửa trong Cấu trúc 21 hiện đang ở Bảo tàng Anh. Nó được điêu khắc từ đá vôi và ban đầu được đặt phía trên ô cửa phía tây bắc của phòng trung tâm. Nó bắt đầu từ triều đại của Bird Jaguar IV.. Vòm đá mô tả Bird Jaguar IV và vợ Lady B'alam Mut tham gia vào một nghi lễ đổ máu. Nhà vua quan sát trong khi vợ anh ta kéo một sợi dây qua lưỡi cô ta rút máu. Nghi thức này được ghi nhận là đã diễn ra tám ngày sau khi sự kiện bắt giữ được mô tả trên vòm đá 16.

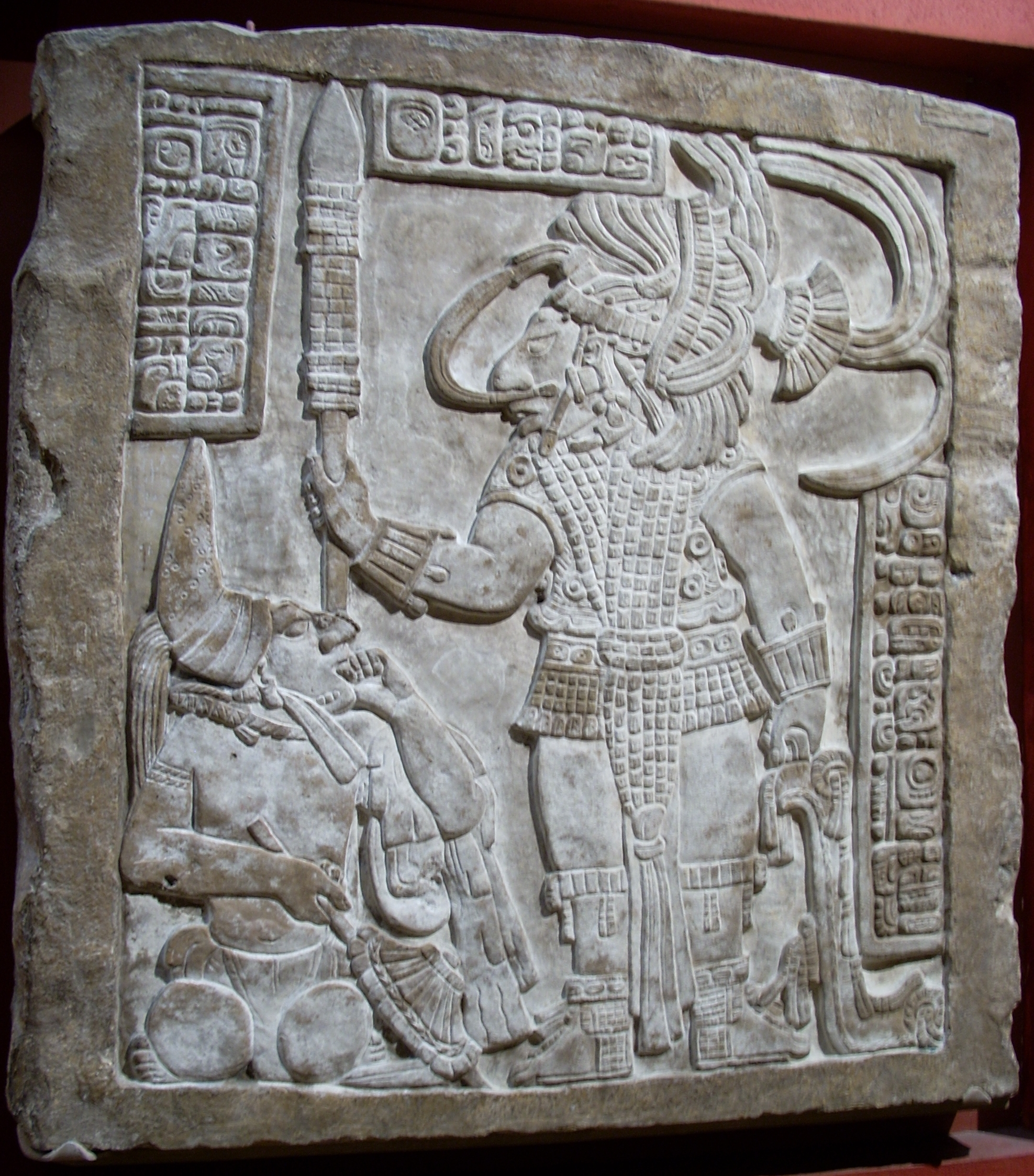
Vòm đá 16, trong Bảo tàng Anh, mô tả vua Bird Jaguar IV với một tù nhân.

Vòm đá 24 được điêu khắc từ đá vôi và được coi là một kiệt tác của nghệ thuật Maya. Nó là một trong một loạt ba vòm đá được đặt phía trên các ô cửa của Cấu trúc 23, cái này đã được đặt phía trên ô cửa phía đông nam. Nó cho thấy một nghi thức đẫm máu đang được vua Itzamnaaj B'alam II và vợ Lady K'ab'al Xook thực hiện, nhà vua đang cầm một ngọn đuốc đang cháy trên người vợ, người kéo một sợi dây gai nhọn qua lưỡi. Một cuốn sách trên màn hình nằm trong một cái giỏ trước mặt công chúa quỳ. Các vòm đá có dấu vết của các sắc tố màu đỏ và màu xanh. Buổi lễ được thể hiện trên tác phẩm điêu khắc diễn ra vào ngày 28 tháng 10 năm 709. Vòm đá 24 đã được gỡ bỏ vào cuối thế kỷ 19 và hiện đang được trưng bày trong Bảo tàng Anh.
Vòm đá 25 ban đầu được đặt phía trên ô cửa trung tâm của Cấu trúc 23. Nó được chạm khắc từ đá vôi dưới thời vua Itzamnaaj B'alam II và cho thấy Lady Xook đang gọi Vision Serpent để kỷ niệm sự gia nhập của chồng lên ngai vàng. Lady Xook cầm một cái bát chứa thiết bị đổ máu bao gồm cột sống cá đuối và giấy thấm máu. Vision Serpent trỗi dậy trước cô có hai cái đầu, mỗi cái một cực, từ miệng của một người xuất hiện một chiến binh, từ người kia xuất hiện người đứng đầu của vị thần trung tâm Mexico Tlaloc, một vị thần nước từ vùng đô thị xa xôi Teotihuacan ở Thung lũng Mexico  Chữ khắc chữ tượng hình trên cây lanh là không bình thường, bị đảo ngược như thể nó được đọc trong gương, mặc dù ý nghĩa của điều này là không rõ. Giống như vòm đá 24, vòm đá 25 đã bị gỡ vào cuối thế kỷ 19 và hiện đang được trưng bày trong Bảo tàng Anh. Các sự kiện được mô tả trên cây vải lanh được mô tả là đã xảy ra "trước mặt nước Siyan Chan", ám chỉ đến quảng trường chính của thành phố nằm trên bờ sông Usumacinta.
Vòm đá 26 là phần thứ ba trong sê-ri được đặt phía trên các ô cửa của Cấu trúc 23, hiện đang ở trong Bảo tàng Nacional de Antropología ở Thành phố Mexico. Nó có niên đại 726 và mang chân dung của Itzamnaaj B'alam II.
Vòm đá 29 được thiết lập thành Cấu trúc 10 ở Trung tâm thành phố. Nó là một phần của một loạt ba lintels mang một văn bản chữ tượng hình liên tục mô tả chi tiết về sự ra đời và gia nhập của vua Bird Jaguar IV.
Vòm đá 30 là một phần của chuỗi vòm đá được khắc bằng văn bản chữ tượng hình liên tục được đặt thành Cấu trúc 10.
Vòm đá 31 là một phần khác của loạt ba lintoglyphic được thiết lập trong Cấu trúc 10.
Vòm đá 35 được Maudslay tìm thấy trong đống đổ nát của Cấu trúc 12 và hiện được lưu giữ tại Bảo tàng Anh. Nó được điêu khắc từ đá vôi vào thế kỷ thứ 6 dưới sự cai trị của K'inich Tatb'u Skull II và ghi lại một loạt các chiến thắng bao gồm cả chiến thắng trên thành phố lớn Calakmul.
Vòm đá 38, vòm đá 39 và vòm đá 40 đã được thiết lập lại ở vị trí ban đầu của chúng trong Cấu trúc 16 ở Trung tâm thành phố. Không giống như hầu hết các loại vải lanh khác tại Yaxchilan, chúng được điêu khắc trên các cạnh của chúng thay vì mặt dưới.
Vòm đá 41 được đặt phía trên cửa phía nam của Cấu trúc 42 ở Tây Acland. Nó đã rơi xuống và vỡ thành hai mảnh khi Maudsley tìm thấy nó vào cuối thế kỷ 19. Phần trên được trưng bày trong Bảo tàng Anh, phần dưới bị hư hại. Cây lanh được chạm khắc từ đá vôi và là một trong một loạt các cây lanh được đặt trong cùng một cấu trúc để kỷ niệm chiến thắng của vua Bird Jaguar IV. Nhà vua được cho thấy đang chuẩn bị cho một trận chiến diễn ra vào năm 755, vợ của ông ta đang đưa cho ông ta ngọn giáo, bà là Lady Wak Jalam Chan Ajaw đến từ Motul de San José ở vùng Petén Lakes của Guatemala.
Vòm đá 50 được thiết lập thành Cấu trúc 13 ở Trung tâm thành phố.
Vòm đá 60 vẫn giữ nguyên trong thiết lập ban đầu của nó trong Cấu trúc 12. Nó được phát hiện trong quá trình khai quật cấu trúc vào năm 1984.

### Tấm bia

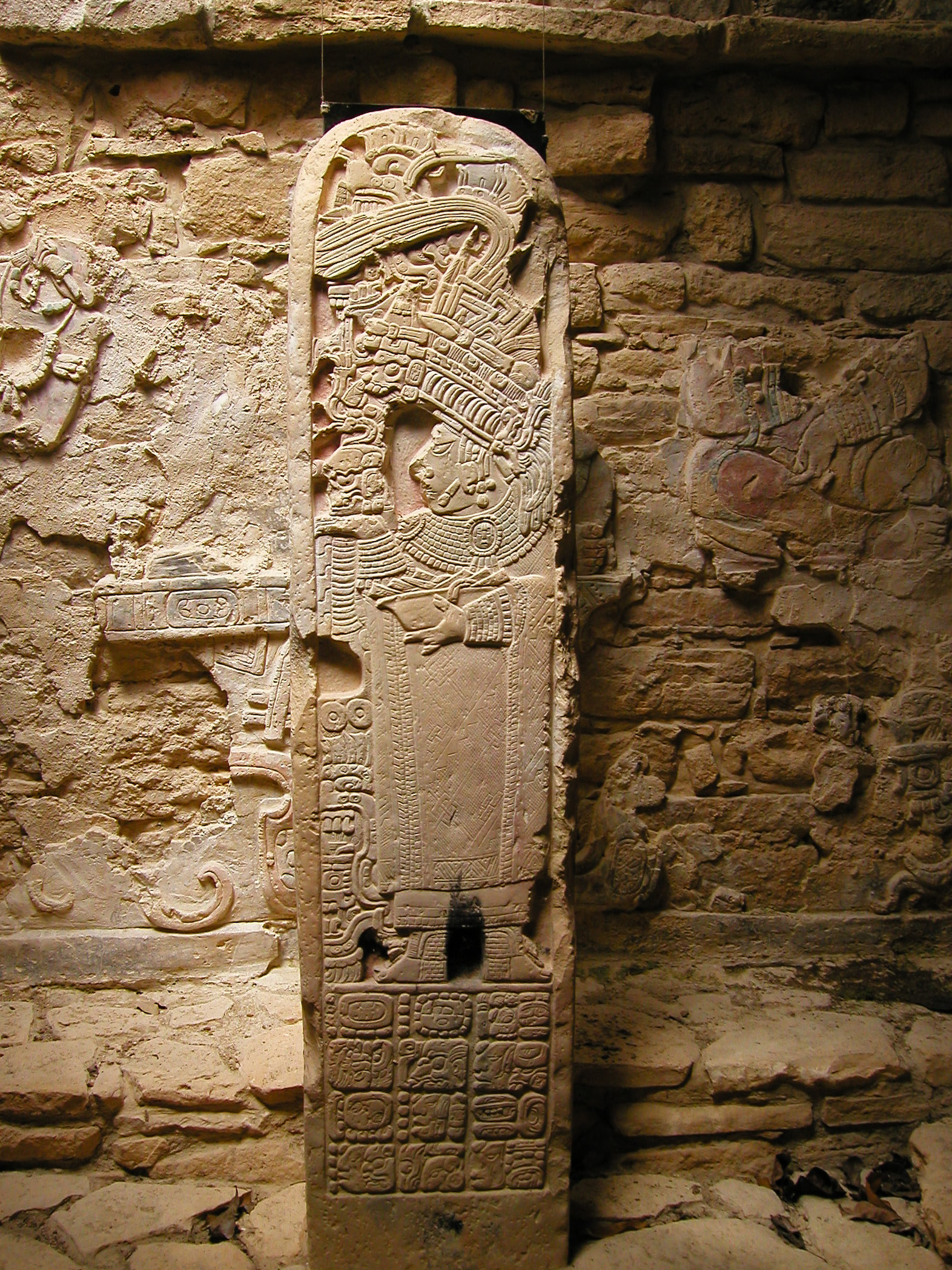
Tấm bia số 35 bên trong Cấu trúc 21, có niên đại muộn. Nó mô tả Lady Nightstar, mẹ của Bird Jaguar IV.

Tấm bia 2 nằm trên sân thượng thấp nhất đối diện lối tiếp cận cầu thang đến Cấu trúc 33. Nó bị phong hóa xấu và có niên đại là năm 613.
Tấm bia 3 đứng trên một bục ở giữa quảng trường theo Cấu trúc 20. Nó đã bị hư hỏng nặng và các mảnh vỡ đã được ghép lại và tượng đài được dựng lại. Một bên của tấm bia có tác phẩm điêu khắc được bảo quản tốt.
Tấm bia 5 ở phía trước sân thượng giữ Cấu trúc 20. Phần trên của tượng đài này mô tả vua Itzamnaaj B'alam II.
Tấm bia 6 đứng trước sân thượng hỗ trợ Cấu trúc 20. Nó phần lớn còn nguyên vẹn và mô tả người cai trị thế kỷ thứ 7 Bird Jaguar III.
Tấm bia 7 bị hư hỏng nặng, bị vỡ thành nhiều mảnh. Tượng đài hiện đã được lắp ráp lại và tác phẩm điêu khắc còn sót lại có chất lượng tuyệt vời. Tấm bia đứng trước một sân thượng bên dưới Cấu trúc 20. Nó mô tả một con số quỳ.
Tấm bia 11 ban đầu đứng trước Cấu trúc 40. Tấm bia đã được gỡ bỏ vào năm 1964 và được vận chuyển ngược dòng đến Agua Azul để bay đến Thành phố Mexico để trưng bày trong Bảo tàng Nacional de Antropología. Tuy nhiên, nó quá nặng để bay và được đưa trở lại Yaxchilan vào năm 1965 và hiện nằm gần bờ sông. Mặt trên của tấm bia mô tả vua Bird Jaguar IV và cha của ông. Các số liệu và bảng chữ tượng hình đi kèm được bảo quản rất tốt. Có nhiều ngày khác nhau được ghi trên tấm bia với sớm nhất là 741. Tấm bia được chia thành hai phần.
Tấm bia 18 bắt đầu từ một thời gian sau 723.  Nó mô tả vị vua chiến thắng Itzamnaaj B'alam II đang đứng trước một tù nhân quỳ gối, người được xác định là Aj Popol Chaj, lãnh chúa cầm quyền của Lacanha.
Tấm bia 27 đã được dựng lại trước Công trình 9 trên Quảng trường chính ở Trung tâm thành phố. Tượng đài có niên đại 514 và mô tả nhà vua Jaguar I. Tấm bia này được biết đến sớm nhất từ Yaxchilan.  Tấm bia 27 đặc biệt đáng chú ý bởi vì nó rõ ràng đã bị hư hại trong thời cổ đại và sau đó được phục hồi vào cuối Classic, với việc làm lại đáng kể ở phần dưới của tấm bia có niên đại từ thời Bird Jaguar IV.
Tấm bia 31 nằm một khoảng cách ngắn trước Cấu trúc 33. Đây là một di tích đặc biệt khác thường bởi vì nó được điêu khắc từ một nhũ đá. Nó được nhấp nhô và mô tả ba hình vẽ và một số chữ tượng hình.
Tấm bia 33 là một tấm bia bị phân mảnh được phát hiện trong quá trình khai quật nền tảng hỗ trợ tấm văn bia 3.
Tấm bia 35 là một di tích được bảo tồn đặc biệt được tìm thấy trong các cuộc khai quật của Cấu trúc 21 vào năm 1983. Tấm bia khá nhỏ và mô tả Lady Nightstar (còn được gọi là Lady Ik Skull), mẹ của vua Bird Jaguar IV.